# Cyphon gredleri
Cyphon gredleri es una especie de coleóptero de la familia Scirtidae.

## Distribución geográfica
Habita en Tailandia.